# Castetnau-Camblong
Castetnau-Camblong é uma comuna francesa na região administrativa da Nova Aquitânia, no departamento dos Pirenéus Atlânticos. Estende-se por uma área de 11,23 km². Em 2010 a comuna tinha 476 habitantes (densidade: 42,4 hab./km²).